# Turnera waltherioides
Turnera waltherioides är en passionsblomsväxtart som beskrevs av Ignatz Urban. Turnera waltherioides ingår i släktet Turnera och familjen passionsblomsväxter. Inga underarter finns listade i Catalogue of Life.